# Martin I.
Svatý Martin I. (??, blízko Todi – 16. září 655, Chersonésos, dnešní Sevastopol, Krym) byl papežem od června nebo července 649 buďto až do své smrti, nebo do volby svého nástupce Evžena I. (10. srpen 654), s níž vyslovil souhlas (jehož dobrovolnost je ovšem brána v potaz).

## Život
Jako papežský legát strávil nějaký čas u císařského dvora v Konstantinopoli (v pozdějším Cařihradě). Roku 649 se stal papežem a svolal do Lateránu synodu, na níž byly odsouzeny monotheletské bludy. Hájil katolickou víru, že Kristus jako dokonalý člověk měl kromě božské vůle také lidskou. Za tyto myšlenky byl zatčen a uvězněn v konstantinopolském vězení a byl odsouzen k smrti. Nakonec mu rozsudek byl změněn ve vyhnanství do míst dnešního Krymu, kde brzy nato zemřel.

## Odkazy

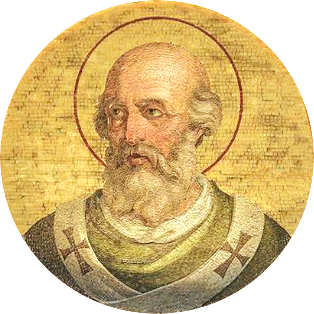
Portrét papeže sv. Martina I. v bazilice sv. Pavla za hradbami